# Långöhällorna
Långöhällorna är ett naturreservat i Luleå kommun i Norrbottens län.
Området är naturskyddat sedan 1997 och är 1 kvadratkilometer stort. Reservatet omfattar fyra låglänta skär i södra delen av Lule skärgård. Reservatet består av enstaka lågväxta lövträd.